# Jeffrey Skoll

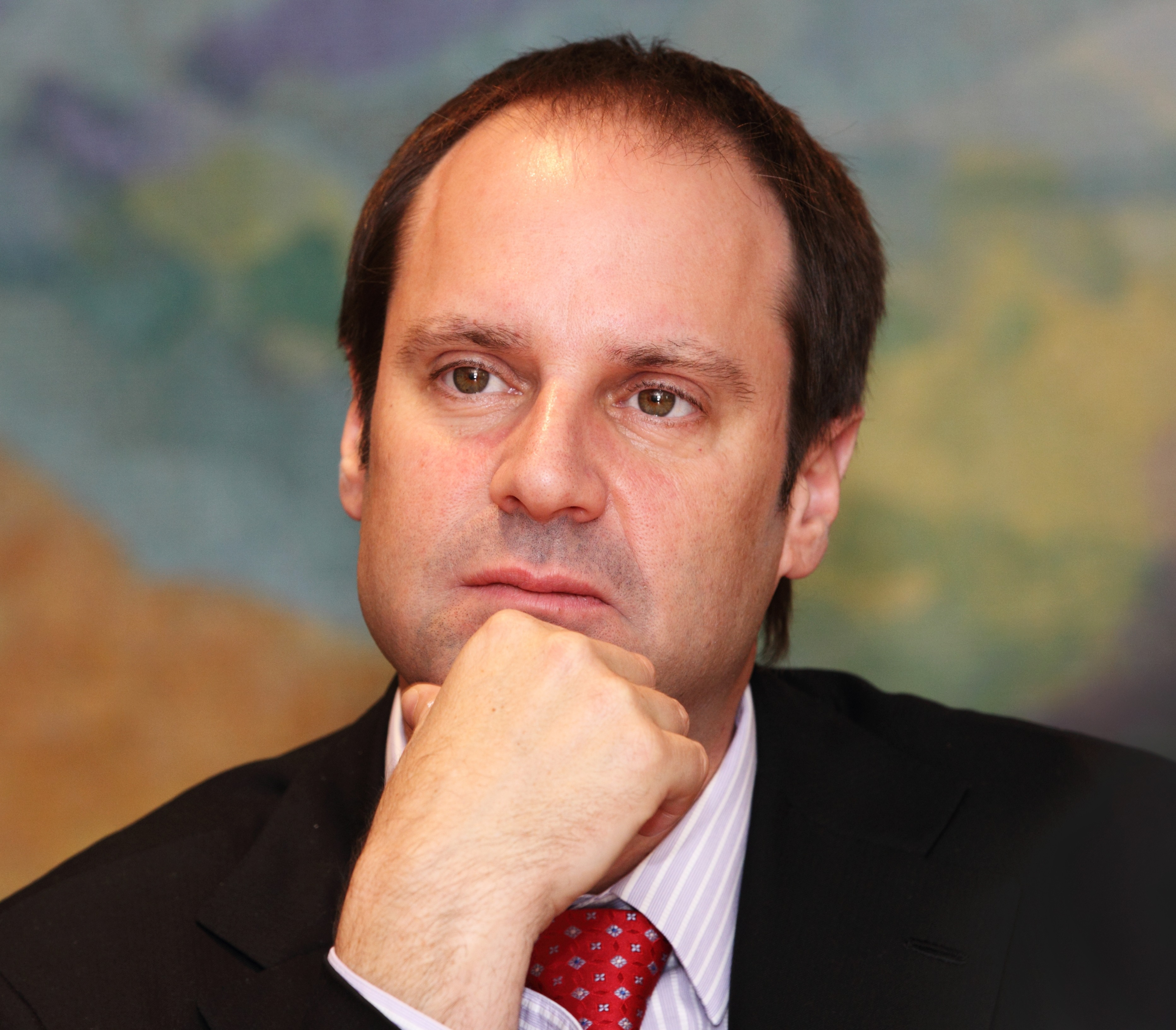
Jeff Skoll (2013)

Jeffrey „Jeff“ Skoll (* 16. Januar 1965) ist ein in den Vereinigten Staaten lebender Kanadier, der 1996 erster Präsident und erster Vollzeit-Mitarbeiter von eBay wurde. Er gilt neben dem Gründer Pierre Omidyar als mitverantwortlich für den Erfolg der Online-Auktions-Plattform.
Bekannt wurde sein Name auch durch die nach ihm benannte Skoll Foundation for Social Entrepreneurship. Er gilt nicht nur wegen der Stiftungsgründung, sondern auch wegen seiner zahlreichen und großzügigen Spenden sowie seiner grundsätzlichen Überzeugungen als Philanthrop. Als das Schlüsselerlebnis für sein soziales Engagement gilt, dass sein Vater Krebs bekam, als Skoll erst 14 Jahre alt war. Zwar überlebte sein Vater die Krankheit, aber zu dieser Zeit soll Skoll sich vorgenommen haben, in seinem Leben Gutes zu tun.
Jeffrey Skoll graduierte 1995 mit einem MBA von der Universität Stanford.
2004 gründete Jeffrey Skoll die Filmproduktionsgesellschaft Participant Productions (2008 umbenannt in Participant Media), die es sich zum Ziel gesetzt hatte, mit Filmen über soziale Missstände und Umweltprobleme die Zuschauer zum Handeln zu bewegen. International bekannt wurde insbesondere An Inconvenient Truth mit Al Gore über den Klimawandel sowie Good Night, and Good Luck. über die McCarthy-Ära. Weitere Filme waren Angels In the Dust, Jimmy Carter Man From Plains, Darfur Now, Chicago 10, Drachenläufer, Der Krieg des Charlie Wilson, Fast Food Nation, Murderball, North Country, Syriana, American Gun und Reading Lolita in Tehran. Im April 2024 wickelte Skoll das Unternehmen ab.
Sein Privatvermögen wird laut Forbes im Oktober 2017 auf 4,5 Mrd. US-Dollar geschätzt.